# Petrus en Pauluskerk (Völlen)
De Petrus en Pauluskerk (Duits: Peter-und-Paul-Kirche) in de Oost-Friese plaats Völlen, gemeente Westoverledingen, werd in het begin van de 15e eeuw als een laatgotische kerk gebouwd.

## Geschiedenis en bouwbeschrijving

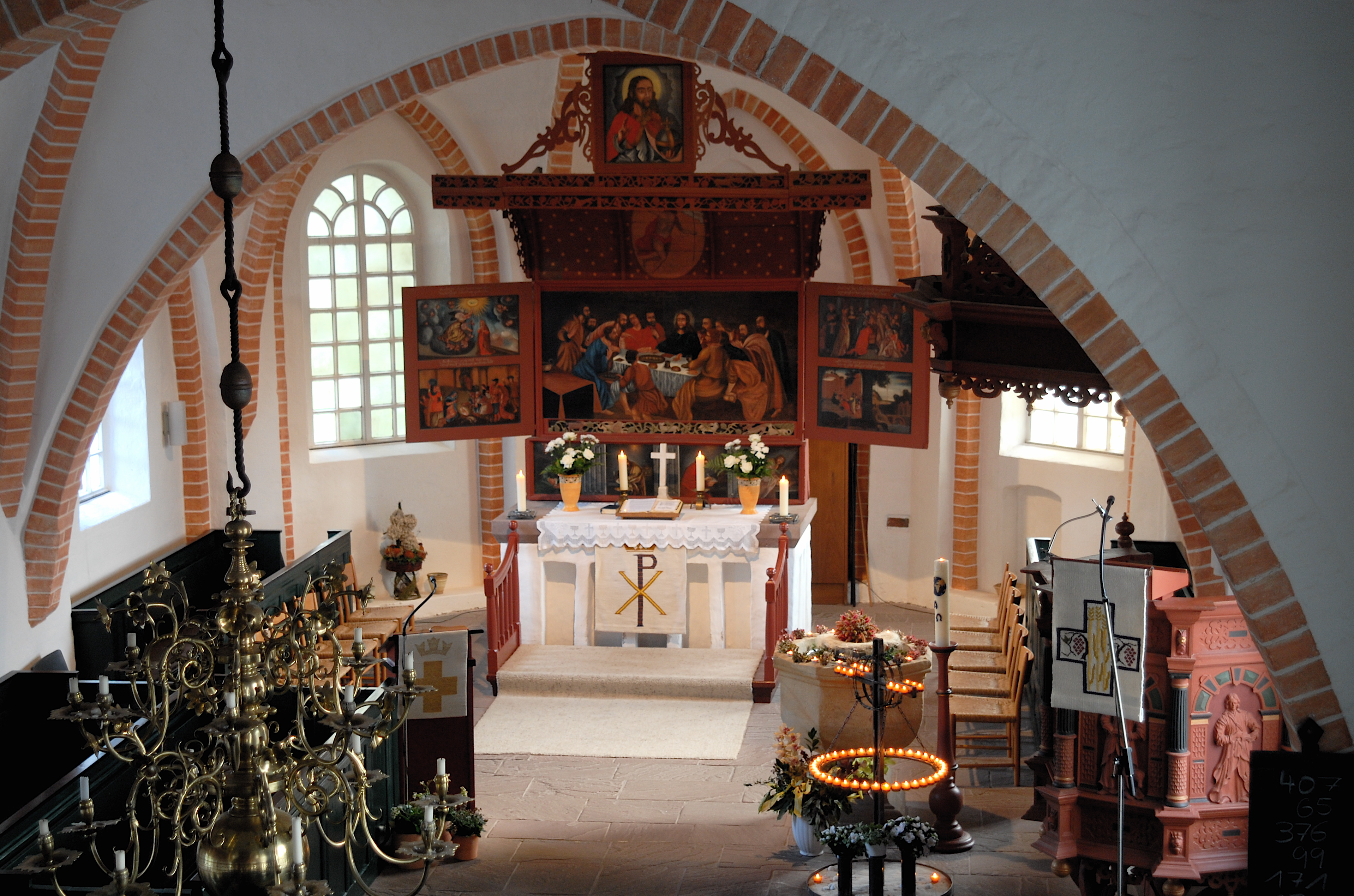
Altaar

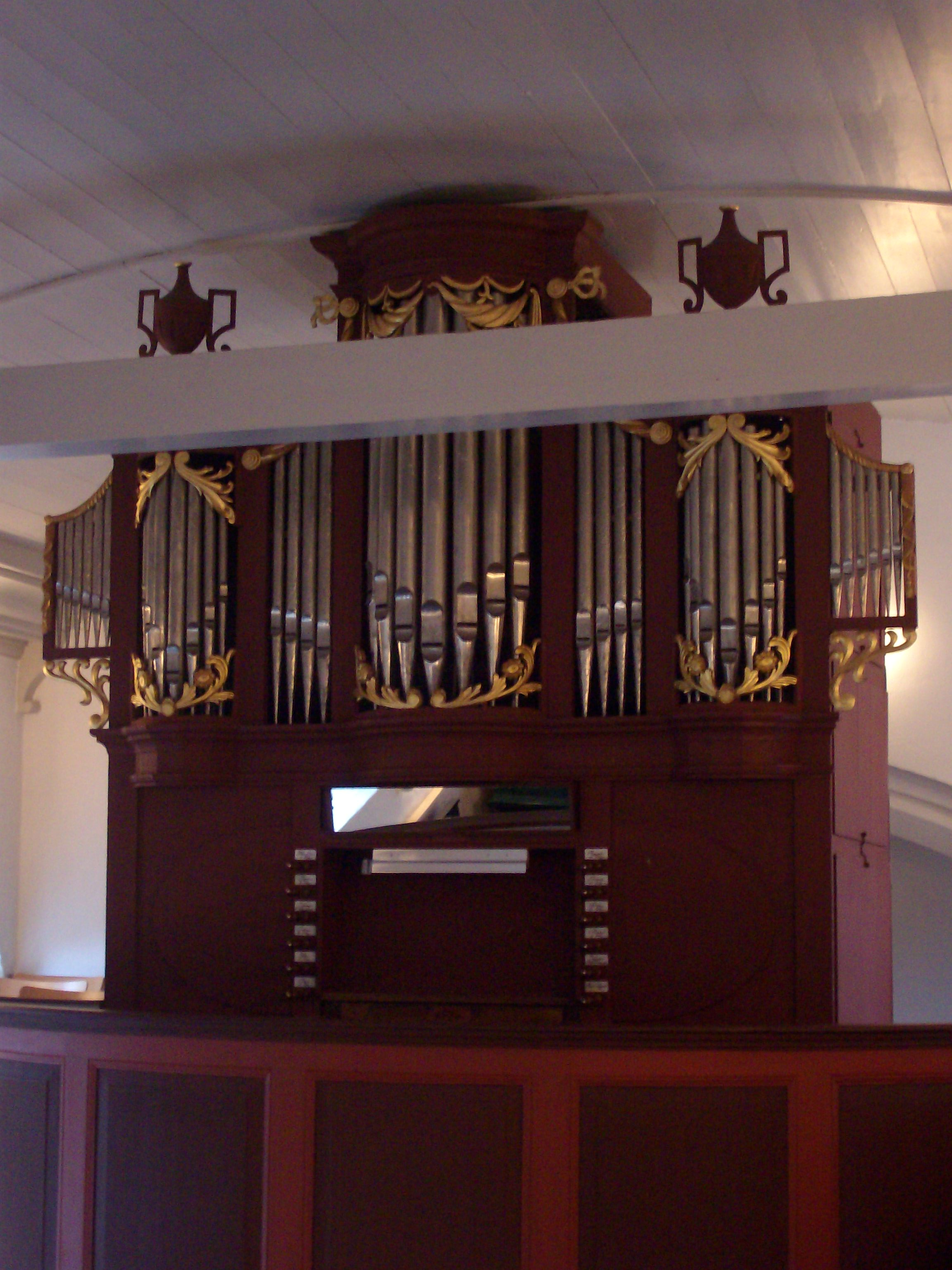
Orgel

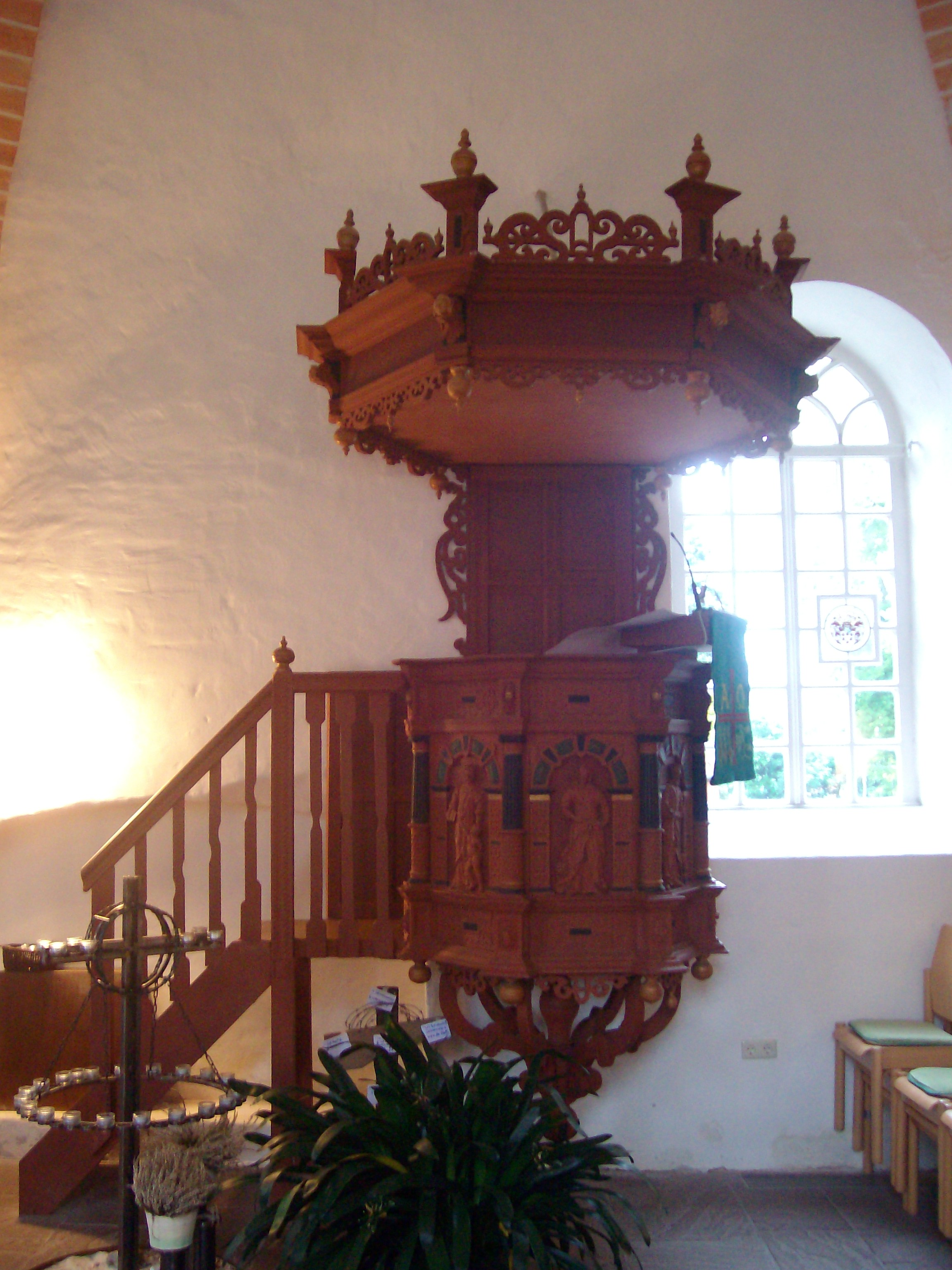
Kansel

In de 12e eeuw werd er een voorganger van de huidige kerk op de zuidelijk rand van het dorp gebouwd. In het begin van de 15e eeuw liet men aan de noordelijke rand van Völlen op een verhoogde plaats een nieuwe kerk bouwen. Om de nieuwe kerk te realiseren werden de oude bakstenen opnieuw gebruikt. Het polygonale koor in het oosten en het koortravee bezitten een kruisribgewelf. Het koor en de lengtezijden van de kerk worden door steunberen gestabiliseerd. Pas in het jaar 1556 werd de eerste kerk gesloopt. Het vrijgekomen bouwmateriaal werd ook nu gebruikt voor de vergroting van het kerkschip.
Oock is de eene kercke tho Vollen nedergewurpen, und den Vollners die ander daer mede tho verbeteren toegestaen.
– Eggerik Beninga, Antonius Matthaeus: Chronyck oft Historie van Oost-Frieslant, uitgave van 1706, bladzijde 838
In 1559 volgde ten westen van het kerkschip de bouw van de toren met een zadeldak. Ook voor deze bouw, die de toegang tot de kerk biedt, werden stenen van de oude afgebroken kerk gebruikt.
Het kerkschip bezit aan de lengtezijden geen portalen, de oorspronkelijke ramen in de noordelijke en zuidelijke muur en in het koor werden later dichtgemetseld of vergroot.
De Mariaklok dateert uit 1330 en behoort tot de oudste klokken van Oost-Friesland. Een tweede, grotere klok met de naam Petrus en Paulus werd in 1520 gegoten en sinds 1735 in Völlen ingezet. Deze laatste klok werd in de Tweede Wereldoorlog omgesmolten en in 1973 door een nieuwe vervangen.
Al in 1521 wisselde de gemeente het katholieke geloof in voor de calvinistische leer. Nadat de predikant Gerhard Vietor in 1652 na een dienstverband van 50 jaar in Völlen stierf, brandde er een confessionele strijd los over de keuze van een nieuwe voorganger. Na een lange strijd wist de lutherse meerderheid van de gemeente in het jaar 1657 ten slotte met hulp van de overheid de kerk voor de lutherse leer te winnen.
Naast de oude kerk in het dorp Völlen heeft de gemeente sinds 1964 een tweede kerkgebouw, het Maarten Luther Huis in Völlerfehn. Door de drooglegging van het veen in de 17e eeuw nam het aantal inwoners van Völlerfehn, zodat tegenwoordig ongeveer twee derde van de kerkelijke gemeente in Völlerfehn woont. In de klokkentoren van de kerk van Völlerfehn hangt een klok uit 1749 van de vroegere dakruiter van de Petrus en Pauluskerk.

## Interieur
Het kerkschip kent een vlak houten tongewelf. De grafzerk van rode zandsteen onder de galerij aan de muur dateert waarschijnlijk nog uit de oude kerk. De avondmaalskelk werd in 1440 door de hoofdeling Koop Hatten en de zilveren avondmaalsschaal door het echtpaar Coeler uit Esens in 1788 geschonken. Het eenvoudige doopvont wijst op het ontstaan na of tijdens de reformatie. De huidige kansel met het klankbord stamt uit circa 1600.
Het meest waardevolle kunstwerk is een retabel, dat in de 15e eeuw ontstond. Van het oorspronkelijk werk bleven de mensa, de achterkant van de predella, het baldakijn en de achterkant van het middendeel bewaard. De oorspronkelijke schilderijen werden in 1676 door een protestantse werken vervangen, waarvan het middelste schilderij het Avondmaal en de zijpanelen scènes uit de kindertijd van Jezus voorstellen. Ook de panelen meet de vier evangelisten behoren tot de nieuwere delen van het altaar. Op het met eenvoudig houtsnijwerk versierde wordt de hemelvaart van Christus en op de barokke opzet Christus als Salvator Mundi met een wereldbol voorgesteld.
Op de achterzijde van het altaarschilderij zijn nautische motieven ingekerfd, die er aan herinneren dat de scheepvaart in Völlen altijd een rol heeft gespeeld. Ook is te zien dat er in predella vakken waren, waarin waarschijnlijk relieken werden bewaard.
In het jaar 1800 werden de grote in Groningen vervaardigde kroonluchters van messing geschonken.

## Orgel
In de jaren 1822-1823 bouwde Wilhelm Eilert Schmid het grotendeels bewaarde orgel met zeven registers op één manuaal. Waarschijnlijk werden in dezelfde periode de banken en galerijen ingebouwd. In 1869 volgde een vergroting van het orgel door Gerd Sieben Janssen, die een zelfstandig pedaalwerk toevoegde waarmee het registeraantal op 10 uitkwam. Restauraties vonden er door Alfred Führer (1969-1970) en Bartelt Immer (2004) plaats.